# 19694 Dunkelman
19694 Dunkelman este un asteroid din centura principală de asteroizi.

## Descriere
19694 Dunkelman este un asteroid din centura principală de asteroizi. A fost descoperit pe 8 septembrie 1999 în cadrul proiectului CSS. Asteroidul prezintă o orbită caracterizată de o semiaxă mare de 3,55 ua, o excentricitate de 0,09 și o înclinație de 12,3° în raport cu ecliptica.